# Euryparyphes terrulentus
Euryparyphes terrulentus är en insektsart som först beskrevs av Jean Guillaume Audinet Serville 1838.  Euryparyphes terrulentus ingår i släktet Euryparyphes och familjen Pamphagidae. Inga underarter finns listade i Catalogue of Life.